# Показания Рэндольфа Картера
«Показания Рэндольфа Картера» (англ. The Statement of Randolph Carter), в другом переводе «Заявление Рэндольфа Картера» — рассказ американского писателя Говарда Филлипса Лавкрафта, написанный в декабре 1919 года и изданный в мае 1920 года в журнале «The Vagrant» .

## Сюжет
Рассказ представляет собой следственные показания Рэндольфа Картера, касательно обстоятельств исчезновения его друга Харли Уоррена. Прошлой ночью они вместе отправились на заброшенное кладбище в Гейнсвильском пике (англ. Gainsville pike), что рядом с Большой Кипарисовой топью (англ. Big Cypress Swamp). Картер ничего об этом не помнит, кроме, ужасной безымянной твари (англ. Nameless thing). Картер и Уорен последние 5 лет изучали оккультные книги, в том числе, на арабском языке. Месяц назад Уоррену прислали из Индии одну демоническую книгу, в которой были неизвестные иероглифы. Именно эта книга привела их на кладбище. Уоррен отыскал особый склеп и передал Картеру телефон на проводе. Уорен спустился в склеп и закричал в трубку, что увидел легионы неописуемых существ: 
Это выше всякого разумения! Мне просто нельзя тебе ничего говорить! Человек не может узнать об этом и выжить. Великий Бог! Я ждал чего угодно, но только не этого… Будь они прокляты, эти исчадия ада! Легионы! Их столько, что не счесть! Бей! Бей! Бей! 
Картер увидел вокруг себя невероятные преображения, века сменялись веками, пока он наблюдал за пляской бесформенных, жадных до тлена (англ. Necrophagous) теней под луной. Вдруг в трубке раздался совершенно чужеродный голос: «Глупец, Уоррен мёртв!».

## Персонажи
- Рэндольф Картер (англ. Randolph Carter) — один из самых часто встречаемых персонажей в произведениях Лавкрафта. Опытный сновидец и мистик, успешно перемещался по Миру Снов, посетил Неведомый Кадат. Человек со слабыми нервами; комок нервов; содрогался от теорий про мертвецов. События истории происходят до рассказа «Серебряный ключ». Возможно, образ Картера был вдохновлен Говардом Картером, который в 1914 году начал раскопки гробниц в Долине Царей Египта, — что вызвало большой интерес в прессе.
- Харли Уоррен (англ. Harley Warren) — изучал книги на древних языках. Его приятный, бархатный тенор был, несмотря на кошмарную обстановку, таким же спокойным, как всегда. Считал себя человеком с железными нервами. Харли Уоррен упоминается в «Серебряный ключ», «Врата серебряного ключа», а также в серии «Титус Кроу» Брайана Ламли.
- Нечеловеческая сущность (англ. Inhuman thing) — потусторонняя сущность, которая захватила разум Харли Уоррена. Возможно, эта сущность принадлежала колдуну, говорившему на английском языке, а его голос был низким, вязким, глухим, отдаленным, замогильным, нечеловеческим и бесплотным.

## Вдохновение
Первоначальной идеей для вдохновения послужил сон, который приснился Лавкрафту, где персонаж Уоррена был на самом деле Сэмюэлем Лавманом, другом Лавкрафта. Лавман также приснился ему во сне, который лег в основу рассказа «Ньярлатхотеп». Лавкрафт основал весь рассказ на сне, добавив только преамбулу, чтобы сделать историю более динамичной по темпу повествования и написал ее в форме показаний для полиции. Отчет о реальном сне Лавкрафта можно найти в одном из его писем Августу Дерлету.
Несколько годами ранее в мире получили широкую огласку раскопки усыпальниц в Долине царей, которые проводил археолог Говард Картер. Лавкрафт часто упоминает художественных и научных деятелей. Лавкрафт часто описывает мотив одержимости злым духом или заточение души в магические предметы.
Рэндольф Картер играет важную роль в «Лавкрафтиана: Круг кораблестроителей» Стивена Филипа Джонса.

## Адаптации
Рассказ адаптировали в нескольких короткометражных фильмах: «Показания Рэндольфа Картера» (1987), «Невыразимый ужас 2» (1993), «Вне разума» (1998), «13 марта, 1941» (2004), «Каммарен» (2007).

## Комментарии
1. ↑  Здесь и далее все имена и названия приводятся по переводу О. Колесникова.

## Связь с другими произведениями
В рассказе «Склеп» дух умершего пытался овладеть телом своего предка.
В рассказе «Серебряный ключ» упоминается, что Уоррен выжил и вернулся в Аркхем, хотя, и сам не свой.
В рассказе «Врата серебряного ключа» упоминается Уоррен.